# Heřmánkovice

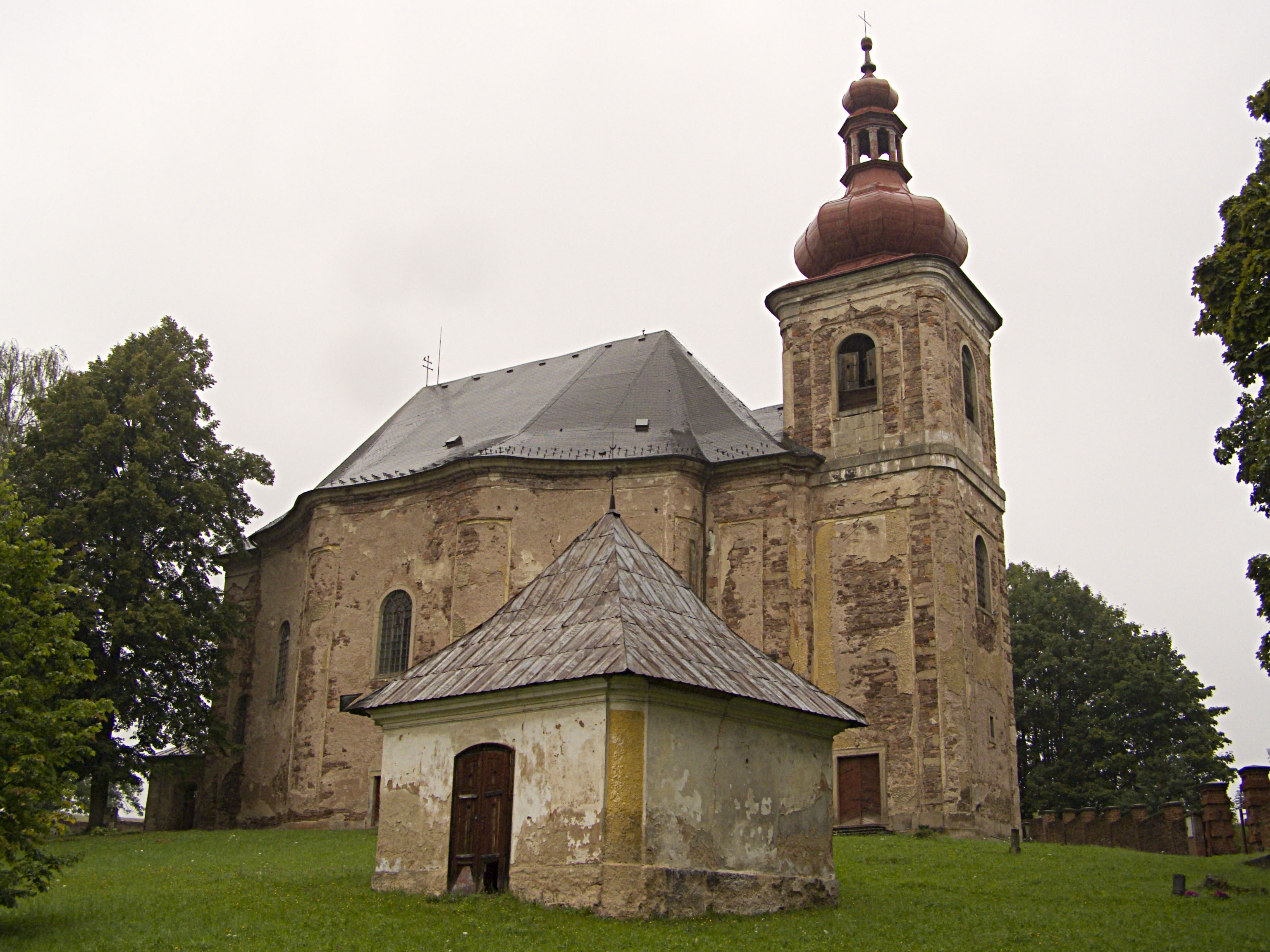
Kirche Allerheiligen

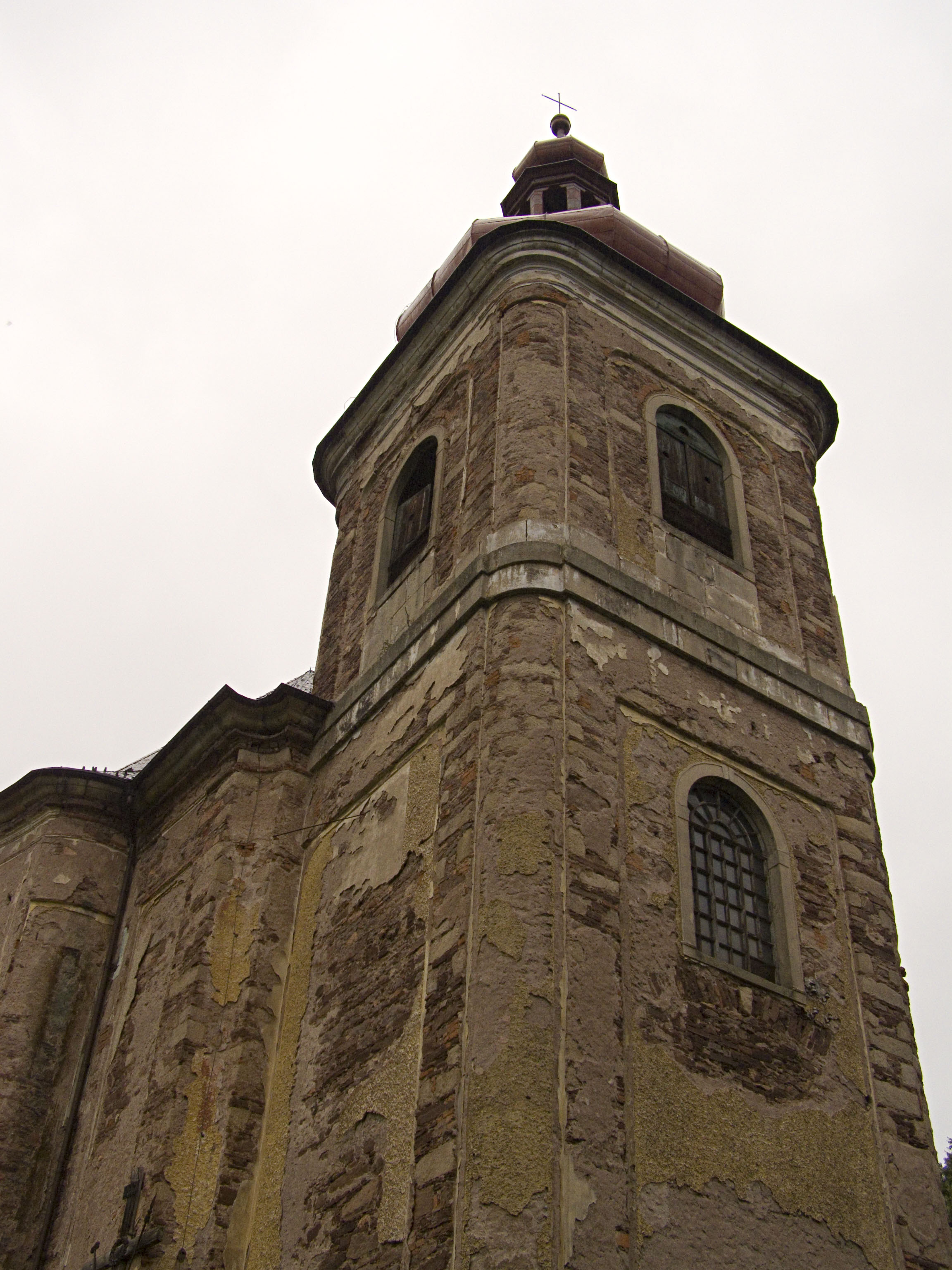
Kirchturm

Heřmánkovice (deutsch Hermsdorf) ist eine Gemeinde in Tschechien. Sie liegt vier Kilometer nördlich von Broumov (Braunau) an der Grenze zur Woiwodschaft Niederschlesien und gehört dem Okres Náchod an.

## Geographie
Das am Fuße des Heidelgebirges gelegene Waldhufendorf erstreckt sich auf einer Länge von fünf Kilometern entlang des Baches Heřmánkovický potok, eines linken Zuflusses der Steine (tschechisch Stěnava) von Norden nach Süden, wo es mit Olivětín (Ölberg) eine geschlossene Bebauung bildet. Nordöstlich erheben sich der Ruprechtický Špičák (Spitzberg, 880 m) und der Široký vrch (Breiter Berg, 839 m), nördlich liegen der Jelení vrch (751 m) und Jedlový vrch (733 m). Am östlichen Ortsrand liegt der Supí vrch (Geiersberg, 541 m) und ihm gegenüber im Westen der Holý vrch (Kahlberg, 546 m). Bei Janovičky führt der touristische Grenzübergang Janovičky/Głuszyca Górna (Oberwüstegiersdorf) nach Polen. Am südlichen Ortsrand führt die Eisenbahnstrecke Meziměstí–Broumov durch das Tal der Steine, an der die Bahnstation „Broumov-Olivětín“ liegt.
Nachbarorte sind Granna und Łomnica im Norden, Głuszyca Górna im Nordosten, Janovičky im Osten, Benešov (Straßenau) im Südosten, Olivětín und Hejtmánkovice (Hauptmannsdorf) im Süden, Hynčice (Heinzendorf) und Ruprechtice (Ruppersdorf) im Westen sowie Radosno (Freudenburg) im Nordwesten.

## Geschichte
Im Zuge der Urbarmachung des Gebietes durch das Kloster Břevnov wurde der Ort wahrscheinlich wie die umliegenden Orte um 1255 durch deutsche Kolonisten angelegt. In der Gründungsurkunde des Stifts Braunau von 1286 wurde das Dorf nicht genannt. Erstmals urkundlich erwähnt wurde „Herrmannvilla“ im Jahre 1353 als eines der Braunauer Stiftsdörfer. Seit 1354 ist eine Kirche belegt, die als Filiale zur Pfarre Schönau gehörte.
1724 wurde durch Abt Othmar Zinke die neue, nach Entwurf von Kilian Ignaz Dientzenhofer errichtete barocke Kirche mit dem Patrozinium Allerheiligen geweiht. Zu Beginn des 18. Jahrhunderts wurde das benachbarte Straßenau gegründet. Nach der Aufhebung der Patrimonialherrschaften bildete Hermsdorf mit den Ortsteilen Johannesberg/Janovice und Straßenau/Benešov ab 1849 eine Gemeinde im Gerichtsbezirk Braunau bzw. im späteren Bezirk Braunau. 1862 wurde die Allerheiligenkirche zur Pfarrkirche erhoben. Die Bewohner lebten vornehmlich von der Land- und Forstwirtschaft. Am Geiersberg bestand ein Kalkbruch, außerdem wurde Porphyr abgebaut. Die im Niederdorf vorkommenden Lehmlagerstätten nutzte die Schrollsche Dampfziegelei, die zwischen Hermsdorf und Ölberg entstand. Johannesberg löste sich in den 1870er Jahren von Hermsdorf los und bildete eine eigene Gemeinde. 1885 lebten in Hermsdorf 1694 Menschen, im Jahre 1913 waren es 1824.
Nach dem Münchner Abkommen wurde Hermsdorf, das überwiegend deutsch besiedelt war, 1938 dem Deutschen Reich zugeschlagen und gehörte bis 1945 zum Landkreis Braunau. In den Jahren 1945/46 wurde die deutsche Bevölkerung vertrieben. 1949 wurde Janovičky eingemeindet. Nach der Auflösung des Okres Broumov wurde Heřmánkovice 1961 dem Okres Náchod zugeordnet und gleichzeitig der Ortsteil Benešov in die Stadt Broumov eingemeindet. Seit 1981 waren auch Heřmánkovice mit Janovičky Ortsteile von Broumov. Seit dem 1. September 1990 besteht die Gemeinde Heřmánkovice wieder.

## Gemeindegliederung
Die Gemeinde Heřmánkovice besteht aus den Ortsteilen Heřmánkovice (Hermsdorf) und Janovičky (Johannesberg).

## Sehenswürdigkeiten
- Kirche Allerheiligen, errichtet 1724 nach Plänen von Kilian Ignaz Dientzenhofer
- Pfarrhaus, klassizistischer Bau
- Steinernes Kreuz am Pfarrhaus
- Kirche des hl. Johannes des Täufers im Ortsteil Janovičky; errichtet 1725 nach Entwurf von Kilian Ignaz Dientzenhofer; sie wurde 1964 abgerissen.

## Söhne und Töchter der Gemeinde
- Cölestin Opitz (1810–1866), Barmherziger Bruder und Mediziner, führte die Narkose in Österreich-Ungarn ein.[2]
- August Ansorge (1851–1932), österreichisch-böhmischer Politiker
- Adolf von Aust (1862–1938), mehrmals ausgezeichneter Offizier des Ersten Weltkriegs, der als Feldmarschall-Leutnant seine militärische Laufbahn beendete
- Alban Prause (1887–1945), sudetendeutscher römisch-katholischer Ordensmann, Geistlicher und Märtyrer
- Hubert Birke (1892–1950), Politiker (NSDAP) und Mundartdichter
- Ansgar Schmitt (1910–1945), sudetendeutscher römisch-katholischer Ordensmann, Geistlicher und Märtyrer